# Маринизм

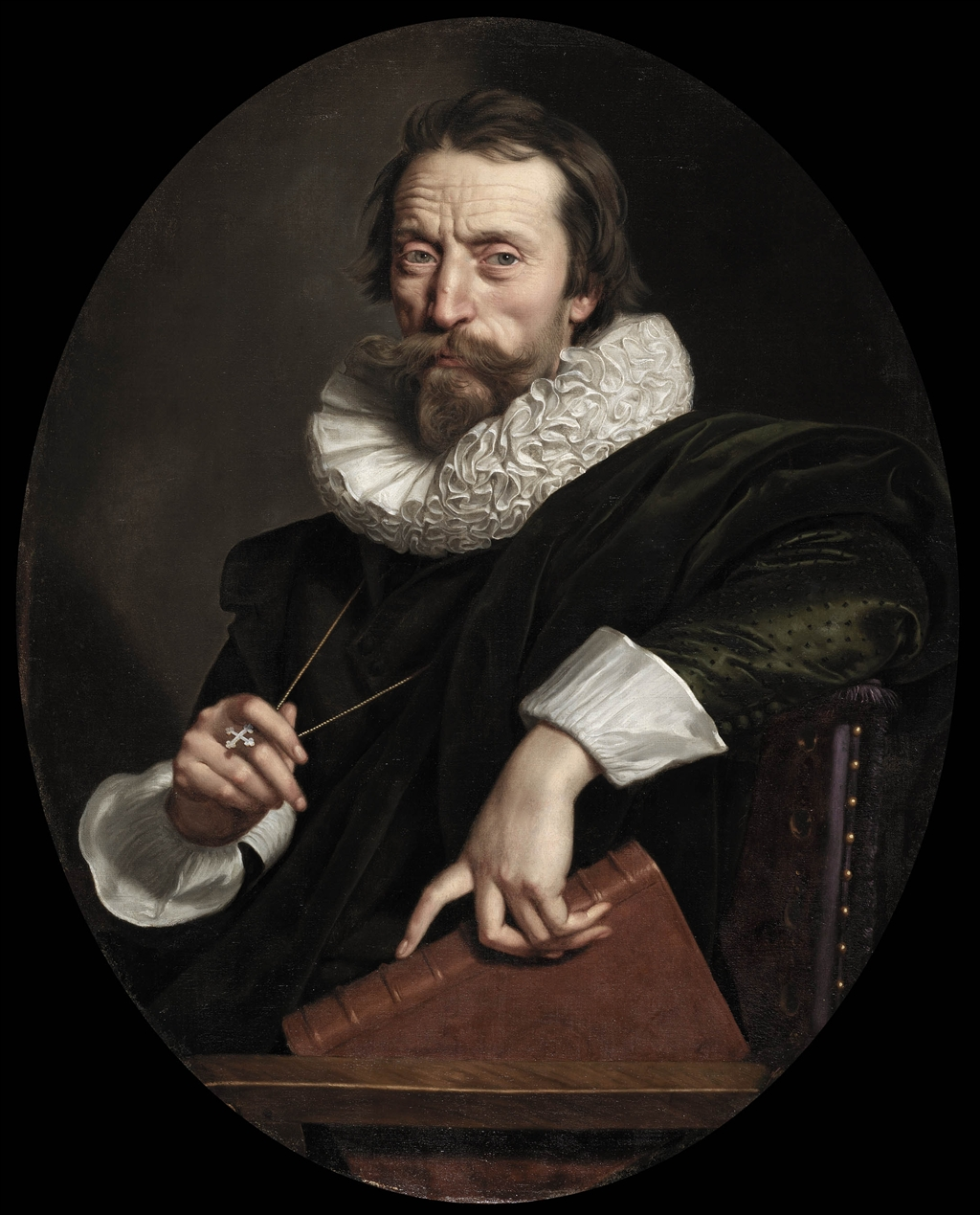
Джамбаттиста Марино.

Марини́зм (итал. marinismo), также сеченти́зм (итал. secentismo) — барочное литературное направление в Италии (по имени поэта Джамбаттиста Марино). Вычурность, словесная игра, орнаментализм, тяготение к пасторальным мифологическим сюжетам, присущие ещё придворным поэтам конца XV и XVI вв. (петраркисты, Якопо Саннадзаро, Тассо, Гварини, Тебальдео, Серафино Аквилано), нашли своё завершение в творчестве Марино и его продолжателей, возведших в культ манерную изысканность образов, цветистость метафор, жонглёрство стихотворной формой.
Аналогичные направления в Англии — эвфуизм, во Франции — прециозная литература, в Испании — культизм.